# Andreas Granqvist
Andreas Granqvist (ur. 16 kwietnia 1985 w Helsingborgu) – szwedzki piłkarz występujący na pozycji obrońcy.

## Kariera klubowa
Granvist profesjonalną karierę rozpoczynał w klubie Helsingborgs IF. W jego barwach zadebiutował 12 kwietnia 2004 w przegranym 1-2 meczu z Kalmar FF. Od początku debiutanckiego sezonu 2004 był podstawowym graczem wyjściowej jedenastki Helsingborga. W następnym sezonie, 25 kwietnia 2005 strzelił pierwszego gola w zawodowej karierze. Było to w wygranym 3-0 pojedynku z IF Elfsborg. W 2006 roku wywalczył z klubem Puchar Szwecji. W sumie spędził tam trzy sezony. W tym czasie rozegrał tam 72 spotkania i zdobył jedną bramkę.
W styczniu 2007 został wypożyczony do angielskiego Wigan Athletic. Grał tam do końca sezonu 2006/2007. Przez ten czas nie zdołał zadebiutować w tym klubie. Mimo tego Wigan postanowiło wykupić Granqvista za milion euro. 11 sierpnia 2007 zanotował pierwszy występ dla Wigan. Było to w przegranym 1-2 spotkaniu z Evertonem. W lidze Granqvist zdążył zagrać czternaście razy, a potem, w marcu 2008 powędrował na wypożyczenie do Helsingborga IF, który w tym samym rozpoczął rozgrywki ligowe. W Szwecji jeszcze dwa miesiące.
W lipcu 2008 za milion euro został sprzedany do holenderskiego FC Groningen. Zadebiutował tam 29 sierpnia 2008 w wygranym 4-0 pojedynku z Vitesse Arnhem. Mimo tego, iż Granqvist występował na pozycji obrońcy, imponował zaskakującą skutecznością strzelecką, umiejętnością, której nie objawiał we wcześniejszych etapach kariery. O ile w sezonie 2008/09 miał ich na koncie 4, a 2009/10 – 6, o tyle w sezonie 2010/11 zdobył 11 goli w lidze. Był wówczas drugim najbardziej skutecznym graczem drużyny, ustępując jedynie napastnikowi Timowi Matavžowi.
Następnym klubem w jego karierze została Genoa CFC. Spędził w niej dwa lata, w Serie A rozegrał 63 spotkania i zdobył zaledwie (w porównaniu z osiągnięciami z Groningen) 2 gole. Od sezonu 2013/14 jest natomiast graczem zespołu z rosyjskiej Priemjer-Ligi, FK Krasnodar.
28 stycznia 2018 roku Andreas Granqvist ogłosił, że powróci do Helsingborgs IF (w 2018 r. klub występował w Superettan, 2. lidze szwedzkiej) po Mistrzostwach Świata w Rosji. Decyzję taką podjął dla swojej żony i ich nowego dziecka. W lipcu 2018 r. dołączył do klubu i podpisał 3,5-letni kontrakt. Pod koniec 2018 r. wywalczył z klubem awans do Allsvenskan (2019), najwyższej klasy rozgrywkowej w Szwecji.

## Kariera reprezentacyjna
Granqvist  w drużynie narodowej zadebiutował 23 stycznia 2006 w bezbramkowo zremisowanym meczu z Jordanią. Był uczestnikiem Mistrzostw Europy w 2008 roku. Ten turniej jego drużyna zakończyła już po fazie grupowej, a on sam nie rozegrał na Euro żadnego spotkania.
Łącznie w reprezentacji wystąpił w 79 spotkaniach, w których strzelił 8 goli. Był kapitanem reprezentacji Szwecji podczas Mistrzostw Świata w 2018 roku, z którą osiągnął ćwierćfinał.